# سیارک ۱۵۸۵۸۹
سیارک ۱۵۸۵۸۹ (به انگلیسی: 158589 Snodgrass، نامگذاری:2002MQ4) صد و پنجاه و هشت هزار و پانصد و هشتاد و نهمین سیارک کشف شده‌است که در ۲۳ ژوئن ۲۰۰۲ کشف شد.